# 에토모반도

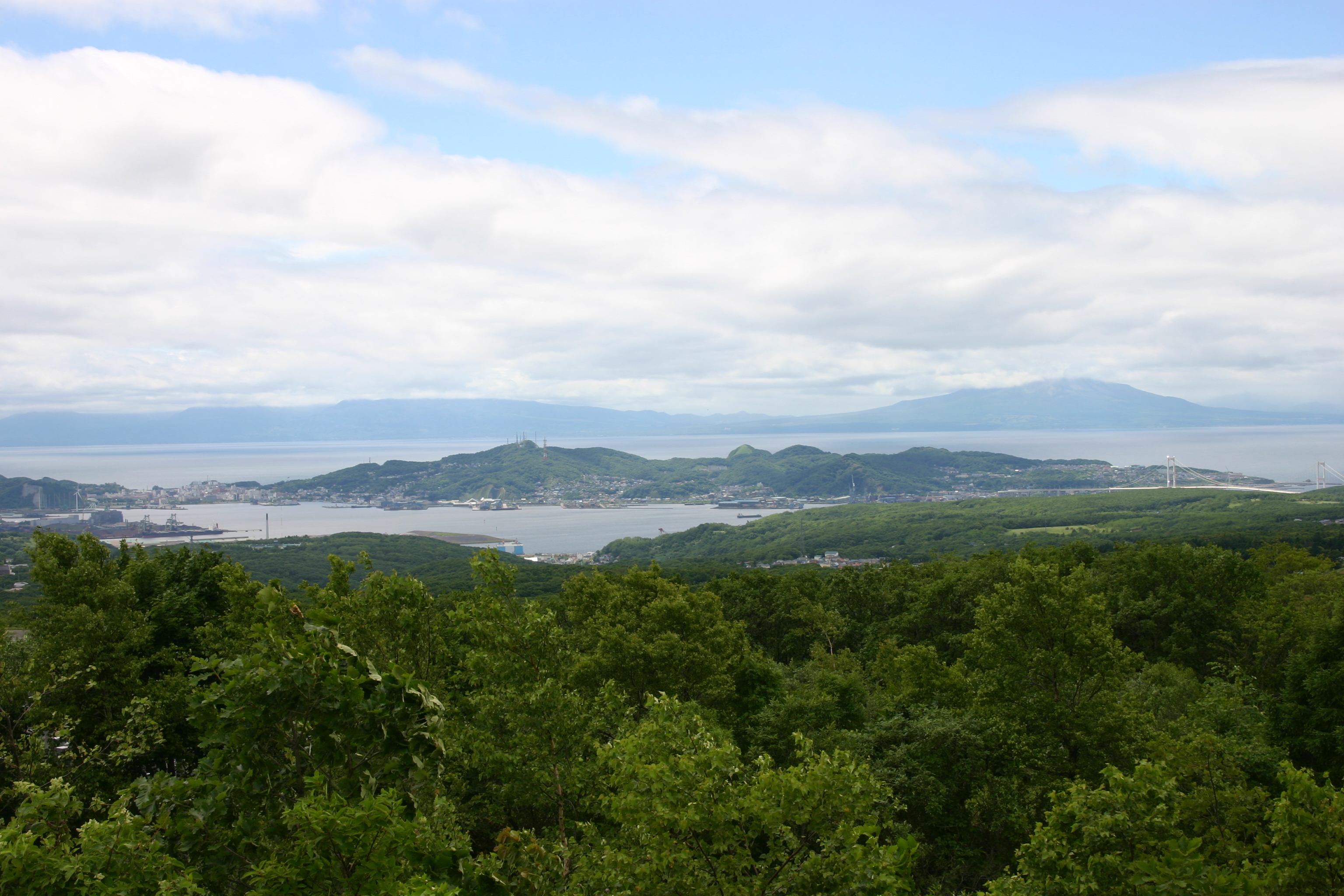

에토모반도(일본어: 絵鞆半島, えともはんとう)는 일본 홋카이도 무로란시 남부에 위치한 반도로 태평양, 우치우라만과 마주한다. 우치우라만의 동쪽을 차지하고 있다.

## 상세
에토모반도라는 명칭은 아이누어로 곶을 뜻하는 '엔루무'  (エンルム)에서 유래했다. 남서쪽으로 뻗어나와 무로란항을 갈고리처럼 감싼 듯한 모양의 육계도로서, 태평양과 마주하는 동쪽 해안은 해식 절벽이 발달해 있고, 남단은 치키우곶이 있어 태평양과 우치우라만을 나눈다. 에토모반도의 최고봉인 해발 199m의 소쿠료산 (測量山)을 지나 반도 서쪽 끝에는 에토모미곶 (絵鞆岬)이 있으며, 인근에 시립 무로란 수족관이 자리해 있다. 이곳에서 다시 본섬까지는 하쿠초대교로 연결되어 있다.

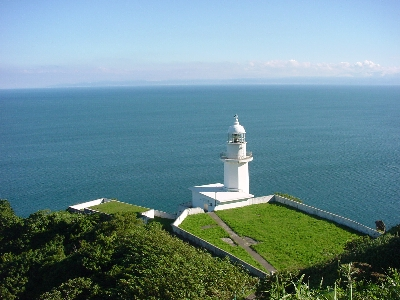

반도에 둘러싸인 무로란항은 하쿠초만 (白鳥湾, 백조만)이라고도 불리며, 예로부터 입지가 뛰어난 천연항으로 발전해 왔다. 만에 면한 매립지에는 신일본제철 무로란 제철소를 비롯해 많은 기업이 입지해 있다. 철도의 경우 무로란 본선의 지선이 반도 시작부에서 중부에 있는 무로란역까지 굽어가면서 뻗어 있다.
에토모반도의 동쪽 해안에서 남쪽 해안까지의 풍경은 홋카이도 유수의 자연 경승지로 꼽히며 '피리카노카' (ピリカノカ)라는 이름으로 일본 명승으로 지정되어 있다. 이와 함께 반도 일대의 풍경이 무로란 8경으로 선정되어 있다.

## 교통
- 철도
  - 무로란 본선 (지선)
- 도로
  - 무로란 신도 - 철도와 거의 같은 경로를 따라가며 반도의 시작부와 중앙부를 연결하는 도로.
  - 시라토리 신도 - 반도 끝쪽과 무로란항 해안까지 하쿠초대교로 이어지는 도로.
  - 홋카이도도 699호 무로란항선 - 반도 중앙부의 시가지와 끝쪽의 하쿠초대교까지 이어지는 도로.